# Scorpaena hatizyoensis
Scorpaena hatizyoensis — риба родини скорпенових. Зустрічається у водах південно-західної частини Тихого океану поблизу берегів Японії. Це морська демерсальна риба.